# كميثم (المهرة)

تعديل مصدري - تعديل

كميثم هي إحدى قرى عزلة قشن بمديرية قشن التابعة لمحافظة المهرة، بلغ تعداد سكانها 91 نسمة حسب تعداد اليمن لعام 2004.